# Jeane Kirkpatrick
Jeane Duane Kirkpatrick, nata Jeane Duane Jordan (Duncan, 19 novembre 1926 – Bethesda, 7 dicembre 2006), è stata una politica e diplomatica statunitense.

## Biografia
Laureata in scienze politiche alla Columbia University, inizialmente la Kirkpatrick aderì al Partito Democratico, ma per il suo strenuo anticomunismo se ne distaccò negli anni settanta, non condividendo la sua linea pacifista; entrò quindi a far parte dell'area neoconservatrice riunitasi attorno a Reagan. Proprio di quest'ultimo divenne consigliere per la politica estera in occasione della campagna presidenziale del 1980 ed in seguito aderì al Partito Repubblicano.
Dopo la vittoria di Reagan alle elezioni presidenziali, fu nominata ambasciatrice statunitense alle Nazioni Unite, carica che mantenne dal 1981 al 1985; fu la prima donna a ricoprire tale ruolo. Morì nella sua casa a Bethesda, nel Maryland, per insufficienza cardiaca il 7 dicembre 2006 all'età di 80 anni. La Kirkpatrick è diventata famosa per la cosiddetta Dottrina Kirkpatrick, che distingueva fra "regimi recuperabili" e "regimi non recuperabili"; i primi erano le dittature di destra, i secondi le dittature comuniste. Secondo la Kirkpatrick, gli Stati Uniti dovevano sostenere tutti i regimi che fossero anticomunisti, anche le dittature, in quanto erano più facilmente convertibili in democrazie rispetto ai regimi marxisti.